# Singapore Open 1997 - Qualificazioni singolare
Le qualificazioni del singolare  dello  Singapore Open 1997 sono state un torneo di tennis preliminare per accedere alla fase finale della manifestazione. I vincitori dell'ultimo turno sono entrati di diritto nel tabellone principale. In caso di ritiro di uno o più giocatori aventi diritto a questi sono subentrati i lucky loser, ossia i giocatori che hanno perso nell'ultimo turno ma che avevano una classifica più alta rispetto agli altri partecipanti che avevano comunque perso nel turno finale.
Le qualificazioni del torneo Singapore Open 1997 prevedevano 15 partecipanti di cui 4 sono entrati nel tabellone principale.

## Teste di serie
1. Marcos Ondruska (Qualificato)
2. Nicklas Kulti (Qualificato)
3. Chris Wilkinson (Qualificato)
4. David Rikl (primo turno)

1. Michael Tebbutt (Qualificato)
2. Lars-Anders Wahlgren (primo turno)
3. Peter Tramacchi (ultimo turno)
4. T. J. Middleton (primo turno)

## Qualificati
1. Marcos Ondruska
2. Nicklas Kulti

1. Chris Wilkinson
2. Michael Tebbutt

## Tabellone

### Legenda
| - Q = Qualificato - WC = Wild card - LL = Lucky loser | - ALT = Alternate - SE = Special Exempt - PR = Protected Ranking | - w/o = Walkover - r = Ritirato - d = Squalificato |

### Sezione 1
|  | Primo turno | Primo turno     | Primo turno | Primo turno | Primo turno |  |  | Ultimo turno | Ultimo turno    | Ultimo turno    | Ultimo turno | Ultimo turno |  |
|  |             |                 |             |             |             |  |  |              |                 |                 |              |              |  |
|  |             |                 |             |             |             |  |  |              |                 |                 |              |              |  |
|  |             |                 |             |             |             |  |  | 1            | Marcos Ondruska | Marcos Ondruska | 6            | 6            |  |
|  | 7           | Peter Tramacchi | 2           | 7           | 6           |  |  | 7            | Peter Tramacchi | Peter Tramacchi | 4            | 2            |  |
|  |             | Marius Barnard  | 6           | 6           | 4           |  |  |              |                 |                 |              |              |  |

### Sezione 2
|  | Primo turno | Primo turno     | Primo turno     | Primo turno   | Primo turno |  |  | Ultimo turno | Ultimo turno    | Ultimo turno    | Ultimo turno | Ultimo turno |  |
|  |             |                 |                 |               |             |  |  |              |                 |                 |              |              |  |
|  | 2           | Nicklas Kulti   | Nicklas Kulti   | Nicklas Kulti | 0           |  |  |              |                 |                 |              |              |  |
|  |             | Cyril Suk       | Cyril Suk       | Cyril Suk     | 0r          |  |  | 2            | Nicklas Kulti   | Nicklas Kulti   | 6            | 6            |  |
|  |             | T. J. Middleton | T. J. Middleton | 7             | 6           |  |  |              | T. J. Middleton | T. J. Middleton | 1            | 1            |  |
|  | 8           | Shūzō Matsuoka  | Shūzō Matsuoka  | 5             | 4           |  |  |              |                 |                 |              |              |  |

### Sezione 3
|  | Primo turno | Primo turno          | Primo turno          | Primo turno | Primo turno |  |  | Ultimo turno | Ultimo turno         | Ultimo turno         | Ultimo turno | Ultimo turno |  |
|  |             |                      |                      |             |             |  |  |              |                      |                      |              |              |  |
|  | 3           | Chris Wilkinson      | Chris Wilkinson      | 7           | 6           |  |  |              |                      |                      |              |              |  |
|  |             | Mark Keil            | Mark Keil            | 5           | 2           |  |  | 3            | Chris Wilkinson      | Chris Wilkinson      | 6            | 6            |  |
|  |             | Lars-Anders Wahlgren | Lars-Anders Wahlgren | 7           | 6           |  |  |              | Lars-Anders Wahlgren | Lars-Anders Wahlgren | 3            | 2            |  |
|  | 6           | Alexander Reichel    | Alexander Reichel    | 5           | 4           |  |  |              |                      |                      |              |              |  |

### Sezione 4
|  | Primo turno | Primo turno     | Primo turno     | Primo turno | Primo turno |  |  | Ultimo turno | Ultimo turno    | Ultimo turno    | Ultimo turno | Ultimo turno |  |
|  |             |                 |                 |             |             |  |  |              |                 |                 |              |              |  |
|  |             | Bill Behrens    | 4               | 7           | 6           |  |  |              |                 |                 |              |              |  |
|  | 4           | David Rikl      | 6               | 6           | 3           |  |  |              | Bill Behrens    | Bill Behrens    | 2            | 3            |  |
|  | 5           | Michael Tebbutt | Michael Tebbutt | 6           | 6           |  |  | 5            | Michael Tebbutt | Michael Tebbutt | 6            | 6            |  |
|  |             | Hee-Sung Chung  | Hee-Sung Chung  | 2           | 4           |  |  |              |                 |                 |              |              |  |